# Prima Divisione Calabria 1940-1941
Fu il quarto livello della XXXVIII edizione del campionato italiano di calcio.

La Prima Divisione (ex Seconda Divisione) fu organizzata e gestita dai Direttori di Zona.

Le finali per la promozione in Serie C erano gestite dal Direttorio Divisioni Superiori (D.D.S.) che aveva sede a Roma.
Il Direttorio XVI Zona gestiva le squadre della regione Calabria.

## Girone A

### Squadre partecipanti
| Squadra                    | Città (provincia) | Stagione precedente |
| -------------------------- | ----------------- | ------------------- |
| A.S. Cosenza (B = riserve) | Cosenza           |                     |
| S.S.F. Crotone             | Crotone (CZ)      |                     |
| G.S. "G. Migliori"         | Cosenza           |                     |
| G.I.L. di Rossano          | Rossano (CS)      |                     |

### Classifica finale
|  | Pos. | Squadra     | Pt | G | V | N | P | GF | GS | QR   |
|  | ---- | ----------- | -- | - | - | - | - | -- | -- | ---- |
|  | ?.   | Cosenza B   | ?? | 6 | . | . | . | .. | .. | ?,?? |
|  | ?.   | Crotone     | ?? | 6 | . | . | . | .. | .. | ?,?? |
|  | ?.   | G. Migliori | ?? | 6 | . | . | . | .. | .. | ?,?? |
|  | ?.   | GIL Rossano | ?? | 6 | . | . | . | .. | .. | ?,?? |

Legenda:
      Ammesso alla finale regionale.
      Retrocesso in Seconda Divisione.
Regolamento:
Due punti a vittoria, uno a pareggio, zero a sconfitta.
Quoziente reti in caso di pari punti, per qualsiasi posizione di classifica.

## Girone B

### Squadre partecipanti
| Squadra                           | Città (provincia) | Stagione precedente |
| --------------------------------- | ----------------- | ------------------- |
| U.S.F.. Catanzarese (B = riserve) | Catanzaro         |                     |
| G.U.F. Sezione Calcio             | Reggio Calabria   |                     |
| Pro Vito                          | Reggio Calabria   |                     |
| Soverato                          | Soverato (CZ)     |                     |

### Classifica finale
|  | Pos. | Squadra       | Pt | G | V | N | P | GF | GS | QR   |
|  | ---- | ------------- | -- | - | - | - | - | -- | -- | ---- |
|  | ?.   | Catanzarese B | ?? | 6 | . | . | . | .. | .. | ?,?? |
|  | ?.   | GUF Reggio    | ?? | 6 | . | . | . | .. | .. | ?,?? |
|  | ?.   | Pro Vito      | ?? | 6 | . | . | . | .. | .. | ?,?? |
|  | ?.   | Soverato      | ?? | 6 | . | . | . | .. | .. | ?,?? |

Legenda:
      Ammesso alla finale regionale.
      Retrocesso in Seconda Divisione.
Regolamento:
Due punti a vittoria, uno a pareggio, zero a sconfitta.
Quoziente reti in caso di pari punti, per qualsiasi posizione di classifica.

## Verdetti finali
- "G. Migliori" è promosso in Serie C, ma non regolarizza la sua iscrizione.[1]